# Schoßrinn

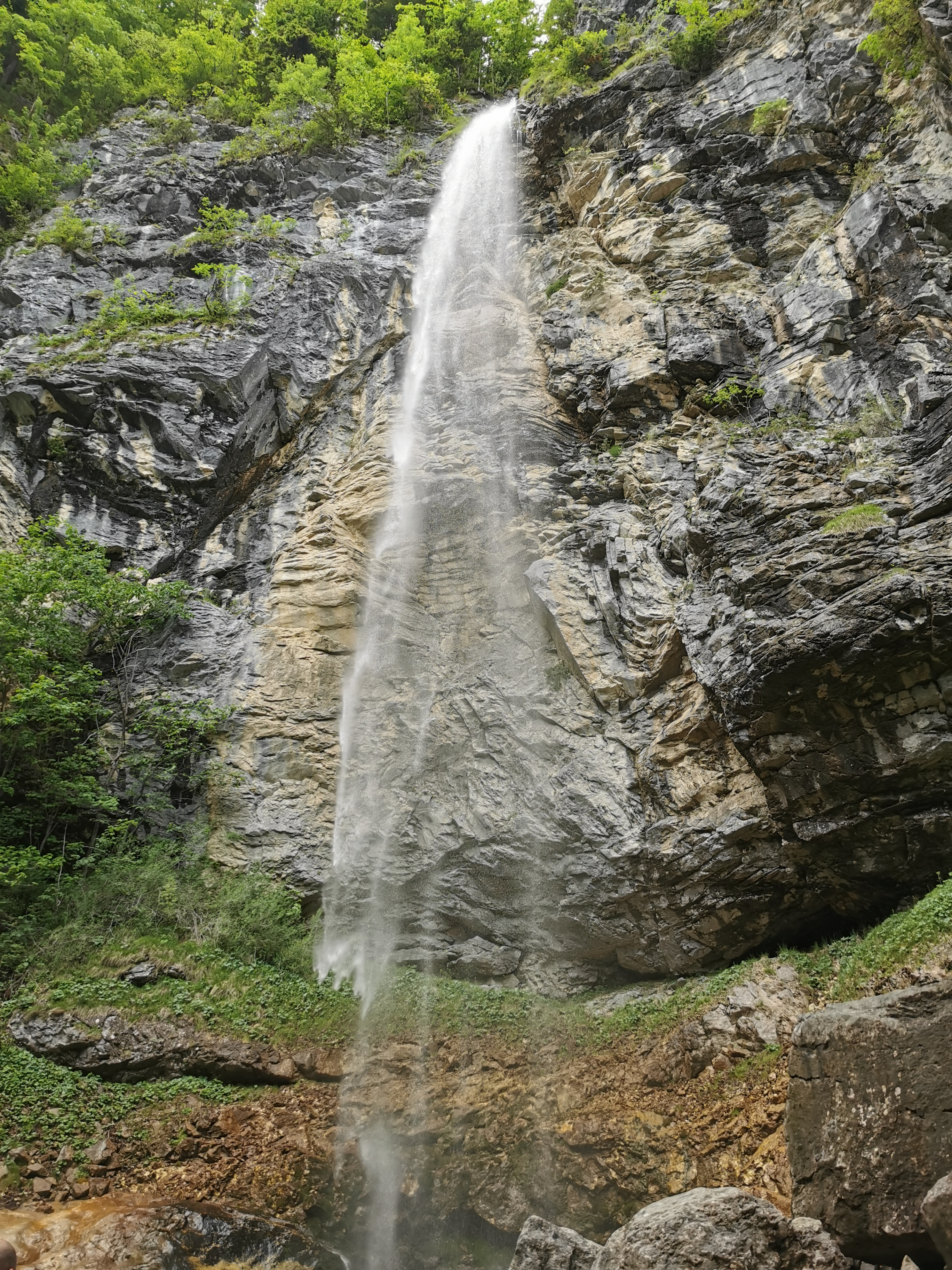
Wasserfall Schoßrinn

Schoßrinn ist ein Ortsteil der Gemeinde Aschau im Chiemgau im oberbayrischen Landkreis Rosenheim. Der Weiler liegt im Priental zwischen Aschau und Sachrang. Schoßrinn besteht aus den drei Anwesen: Kronberger, Schoßer und Zimmermeister. Alle drei Anwesen wurden ursprünglich zu Hainbach gerechnet.
Schoßrinn war Teil der Gemeinde Sachrang. Diese wurde am 1. Mai 1978 im Rahmen der Gebietsreform in Bayern nach Aschau im Chiemgau eingemeindet.

## Schoßrinn-Wasserfall
Südwestlich von Schoßrinn befindet sich der weithin sichtbare Schoßrinn-Wasserfall mit einer beeindruckenden Fallhöhe von 75 Metern. Der Wasserfall gilt als bedeutendes Geotop. Er ist durch einen Wanderweg erschlossen. Seinen Namen hat der Wasserfall, weil er an die Schussrinne am Wasserrad erinnert.